# 高井洋平
高井 洋平（たかい ようへい、1982年8月27日 - ）は、神奈川県横浜市出身の日本の柔道選手である。階級は100 kg超級。現在は旭化成に所属。

## 人物
小学生の頃から全国トップレベルでの活躍をしてタイトルを次々と獲得する。国士舘高校から国士舘大学に入学してからは怪我の影響もあってか、十分な活躍はできなかったが、旭化成に入社後、世界選手権の無差別代表となり、3位に入る。その後も国内外の大会で数々の活躍をするも、再度代表になるまでには至らなかった。2012年には国体成年男子の部で宮崎県の優勝に貢献すると、柔道競技からの引退を表明した。

## 戦績
- 1994年 - 全日本選抜少年柔道大会 優勝
- 1997年 - 全国中学校柔道大会 優勝
- 1999年 - 全国高等学校柔道選手権大会 3位
- 2000年 - インターハイ 優勝
- 2000年 - 世界ジュニア柔道選手権大会 3位
- 2001年 - 全日本学生柔道体重別選手権 優勝
- 2002年 - 全日本学生柔道体重別選手権 優勝
- 2004年 - 講道館杯 優勝
- 2005年 - 選抜体重別 優勝
- 2005年 - 全日本柔道選手権大会 3位
- 2006年 - 嘉納杯 優勝
- 2006年 - グルジア国際 優勝
- 2006年 - フランス国際 優勝
- 2006年 - 選抜体重別 2位
- 2006年 - アジア大会 3位
- 2007年 - 選抜体重別 優勝
- 2007年 - 嘉納杯 3位
- 2008年 - グルジア国際 優勝
- 2008年 - 選抜体重別 2位
- 2008年 - 全日本柔道選手権大会 3位
- 2008年 - 嘉納杯 優勝
- 2009年 - 東アジア大会 優勝
- 2011年 - 全日本柔道選手権大会 3位